# Sarok Nikolett
Sarok Nikolett (Pécs, 1990. április 17. –) magyar válogatott, kétszeres magyar bajnok női kosárlabdázó.
2021-ben a PEAC-Pécs NB1-es női kosárlabdacsapat csapatkapitánya.

## Eredményei

### Magyar bajnokság
- Kétszeres magyar bajnok (2010, 2014)[1]
- Háromszoros magyar bajnoki ezüstérmes
- Négyszeres magyar bajnoki bronzérmes

### Magyar kupa
- Kétszeres magyarkupa-ezüstérmes
- Négyszeres magyarkupa-bronzérmes